# N200 (België)
De N200 is een gewestweg in de Belgische plaats Jette die de N290 verbindt met het Universitair Ziekenhuis Brussel. De weg is ongeveer 1,5 kilometer lang.

## N200a
De N200a is een aftakking van de N200 in de plaats Jette die de N200 verbindt met het Chalet du Laerbeek. De weg is ongeveer 900 meter lang en volgt de Laarbeeklaan.
De N200a geeft aansluiting op de N200b, een smalle weg die naar de spoorwegkruising aan de westkant van het Laarbeekbos leidt.

## N200b
De N200b is een 650 meter lange fiets- en voetpad over de Bostraat in Jette. De route begint bij de Laarbeeklaan en eindigt bij de eerste spoorwegovergang (Spoorlijn 60).